# Кусанс ле Форж
Кусанс ле Форж (фр. Cousances-les-Forges) насеље је и општина у североисточној Француској у региону Лорена, у департману Меза која припада префектури Бар ле Дик.
По подацима из 2011. године у општини је живело 1707 становника, а густина насељености је износила 94,15 становника/km². Општина се простире на површини од 18,13 km². Налази се на средњој надморској висини од 175 метара (максималној 263 m, а минималној 157 m).

## Демографија
| 1962. | 1968. | 1975. | 1982. | 1990. | 1999. | 2011. |
| ----- | ----- | ----- | ----- | ----- | ----- | ----- |
| 1.643 | 1.694 | 1.883 | 1.890 | 1.828 | 1.716 | 1.707 |

График промене броја становника у току последњих година